# Jan Verheijen (voetballer, 1954)
Jan Verheijen (Zwolle, 8 november 1954) is een Nederlands voormalig voetballer. Hij stond onder contract bij PEC Zwolle, Feyenoord, AZ '67, FC Den Haag, SC Cambuur en FC Wageningen.

## Statistieken
| Seizoen | Club                | Land        | Competitie                      | Wed. | Goals |
| ------- | ------------------- | ----------- | ------------------------------- | ---- | ----- |
| 1973/74 | PEC Zwolle          | Nederland   | Eerste divisie                  | 22   | 4     |
| 1974/75 | PEC Zwolle          | Nederland   | Eerste divisie                  | –    | 6     |
| 1975/76 | PEC Zwolle          | Nederland   | Eerste divisie                  | 33   | 8     |
| 1976/77 | Feyenoord           | Nederland   | Eredivisie                      | 16   | 1     |
| 1977/78 | Feyenoord           | Nederland   | Eredivisie                      | 5    | 0     |
| 1977/78 | AZ '67              | Nederland   | Eredivisie                      | 13   | 2     |
| 1978/79 | FC Den Haag         | Nederland   | Eredivisie                      | 16   | 2     |
| 1978/79 | FC Wacker Innsbruck | Oostenrijk  | Erste Liga                      | 9    | 1     |
| 1979/80 | FC Wacker Innsbruck | Oostenrijk  | Erste Liga                      | 7    | 2     |
| 1980/81 | BSC Young Boys      | Zwitserland | Raiffeisen Super League         | –    | –     |
| 1980/81 | SC Cambuur          | Nederland   | Eerste divisie                  | 22   | 6     |
| 1981/82 | Seiko SA            | Hongkong    | Hong Kong First Division League | 26   | 11    |
| 1982/83 | Seiko SA            | Hong Kong   | Hong Kong First Division League | 28   | 4     |
| 1983/84 | FC Wageningen       | Nederland   | Eerste divisie                  | 22   | 1     |
| Totaal  | Totaal              | Totaal      | Totaal                          | 165  | 33    |